# Oruza costalis
Oruza costalis là một loài bướm đêm trong họ Erebidae.